# WS-Trust
A WS-Trust egy webszolgáltatás (WS-*) specifikáció és OASIS szabvány, ami a WS-Security kibővítése. A WS-Trust kialakít egy megbízhatósági modell keretet a web-szolgáltatások biztonságos együttműködésére. Biztonsági tokenek kibocsátásáért, megújításáért és ellenőrzéséért felelős web-szolgáltatás.
A WS-Trust szabvány számos vállalat szerzeménye, amelyet 2007 márciusában hagyott jóvá az OASIS.

## Áttekintés
Lehetővé teszi, hogy egy adatot adott ideig egy adott entitás tudja csak használni. Pl. az állampolgár TAJ számát tokenizáljuk, hogy csak az OEP tudja kiolvasni. Így az APEH szakrendszere nem tudja megismerni a konkrét adatot, de egy folyamat során a token segítségével elkérheti az OEP-től az állampolgárra vonatkozó, az ügy szempontjából releváns adatokat.
A tokenszolgáltató a WS-Trust 1.3 szabványnak megfelelő interfészen keresztül érhető el:

Névtér: http://docs.oasis-open.org/ws-sx/ws-trust/200512

Tipikus prefix: wst

Specifikáció helye: http://www.oasis-open.org/committees/tc_home.php?wg_abbrev=ws-sx
Fogalmak:
Requestor (kérő) – Olyan programozott kliens, amely valamilyen információt vagy szolgáltatást kíván elérni

Subject (tárgy) – Az entitás, akinek a nevében a Requestor eljár

Claims (állítások) – A Subject-ről tett kijelentések

Security Token – Egy adatstruktúra Claim-ek összefogására

Security Token Service (STS) – Olyan web-szolgáltatás, amely kibocsátja és menedzseli a Security Token-eket
Funkcionalitás:
Issue Security Token: token kibocsátásának kérése

Renew Security Token: token megújítása (időkorlát miatt)

Cancel Security Token: token megszüntetése (STS is visszavonhatja)

Validate Security Token: token ellenőrzése
A tipikus lépések használat során:
- a) az STS authentikálja a requestor-t, pl. transport security+jelszó, tanúsítvány, vagy másik STS által kibocsátott claim-ek alapján
- b) az STS egy tokent (benne claim-ek) bocsát ki a requestor számára
- c) a requestor igénybe veszi a szolgáltatást csatolva a tokent (benne a claim-eket)
- d) a szolgáltatás ellenőrzi tokent és a claim-eket
- e) a szolgáltatás kiszolgálja a requestor-t

## Szerzők
A szolgáltatás megalkotásában részt vevő cégek: Actional Corporation, BEA Systems, Inc., Computer Associates International, Inc., International Business Machines Corporation, Layer 7 Technologies, Microsoft Corporation, Oblix Inc., OpenNetwork Technologies Inc., Ping Identity Corporation, Reactivity Inc., RSA Security Inc., és VeriSign Inc.